# Anne Marie Halvorsen
Anne Marie Halvorsen-Dominguez (ur. 12 sierpnia 1967) – norweska zapaśniczka walcząca w stylu wolnym. Złota medalistka mistrzostw świata w 1987. Wicemistrzyni Europy w 1988 roku.
Zdobyła cztery tytuły mistrzyni Norwegii w latach 1984-1987 i 1989.